# La caduta di Númenor
La caduta di Númenor (in inglese The Fall of Númenor) è un testo che raccoglie gli scritti già pubblicati dell'autore inglese J. R. R. Tolkien sulla Seconda Era di Arda, l'universo immaginario fantasy da lui creato. A cura dello scrittore Brian Sibley, è stato pubblicato nel novembre 2022.

## Contenuto
Il libro utilizza il "Calcolo degli anni" contenuto nell'Appendice B del Signore degli Anelli per presentare gli avvenimenti della Seconda Era. I racconti includono la fondazione e la caduta di Númenor, la forgiatura degli Anelli del Potere e l'Ultima Alleanza contro Sauron che portò alla fine della Seconda Era. Gran parte dei testi presenti derivano dal Silmarillion, dal Signore degli Anelli e dai Racconti incompiuti, tenendo in considerazione anche il materiale pubblicato nella Storia della Terra di Mezzo. Il curatore Sibley ha aggiunto un'introduzione e commenti per unificare gli scritti di Tolkien. La pubblicazione contiene anche dieci nuove illustrazioni a colori di Alan Lee.